# 善勝寺 (前橋市)

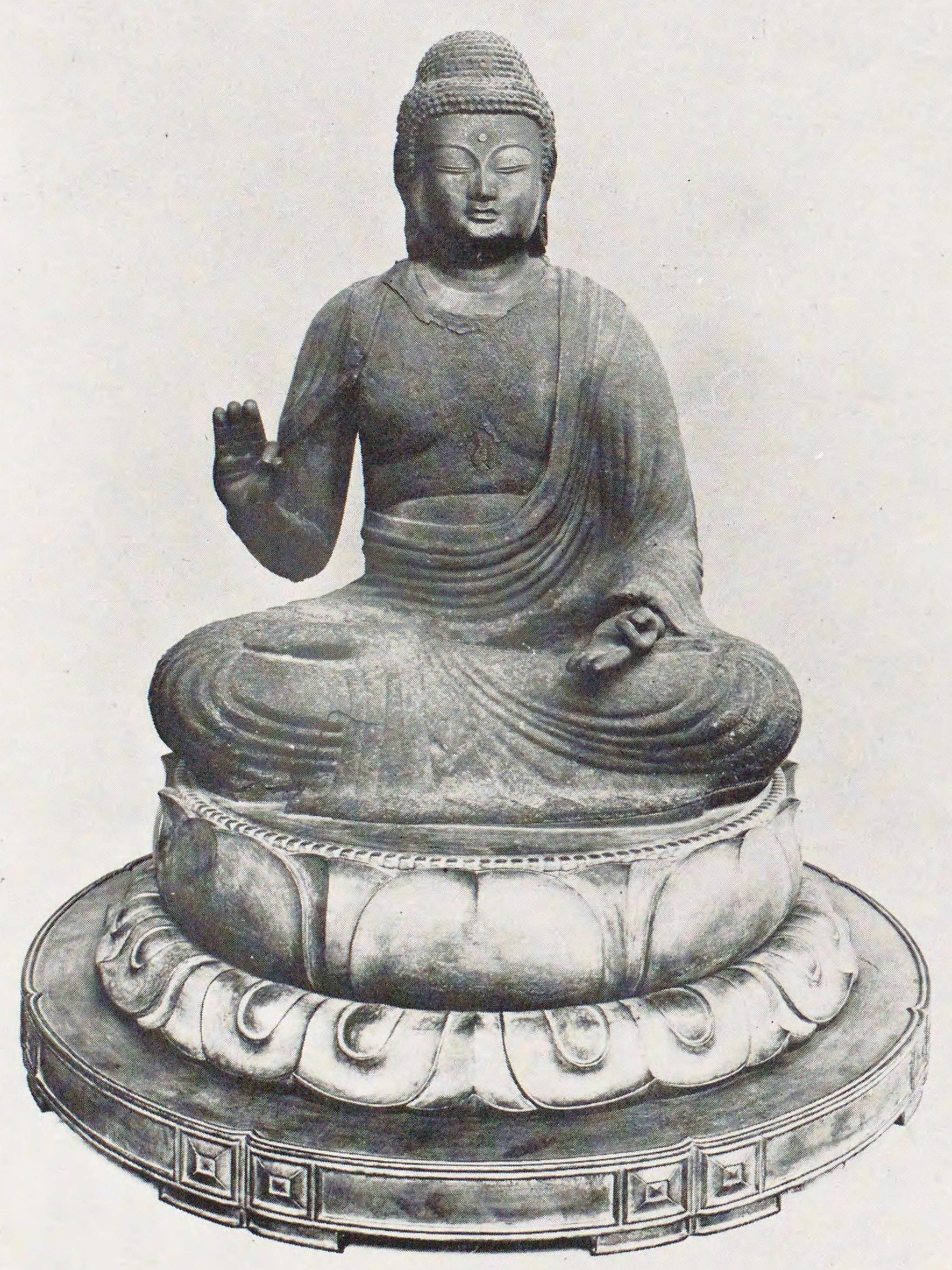
国指定重要文化財　鉄造阿弥陀如来坐像

善勝寺（ぜんしょうじ）は、群馬県前橋市端気町にある天台宗の寺院である。本尊は鉄造阿弥陀如来坐像（重要文化財）。

## 歴史
延暦年間または大同年間（790年 - 810年）にかけて勝道によって創建されたと伝えられる。
大治4年（1129年）聖慶が薬師如来像を安置、堂宇を建てて鳥取山自観寺と号した。天白覚山住持の時、正嘉2年（1258年）に鎌倉幕府5代執権・北条時頼がこの寺に立ち寄り、寺領100畝を寄進したと伝えられる。
永享3年（1431年）に円祐により伽藍が再建されて徳取山慧雲院自観寺と号した。天文年間（1532年 - 1555年）に厩橋城主・長野左衛門尉により善勝寺と改められた。永禄5年（1562年）厩橋城主北条高広の帰依を受け、城の鬼門にあたることから艮場山と山号を改めた。加えて北条高広から寺領の寄進を受け、寺中諸役免除の安堵状を与えられた。
慶安2年（1649年）には徳川家光から朱印地25石を与えられた。文化2年（1815年）、慶応2年（1866年）に火災で堂宇を焼失したが、1981年（昭和54年）に本堂再建。
1874年（明治7年）1月24日、善勝小学校（現・前橋市立芳賀小学校）を開校し、善勝寺を校舎とした。明治13年に鳥取村に新校舎が落成し移転したものの、明治17年に南勢多第一小学校第一分校となるまで名称は善勝小学校のままだった。

## 伝説
正嘉2年（1258年）に北条時頼が善勝寺を訪れた時のこととして、次のような伝説がある。その頃の住持、覚山は門前の桜の木をこよなく愛していたが、そこを出家の身となり諸国行脚をしていた時頼がたまたま訪れ、覚山と語り合った。時頼は桜を褒めるとともに、海がないのに塩釜桜があることに驚き、以下の和歌を詠み桜の枝に短冊を捧げた。
この桜は既に枯れて現存しないが、貞享元年（1684年）の『前橋風土記』は、善勝寺の門前に長さ数十丈の桜の古木が2本存在し、花が開くさまは白雲が天を覆うが如くだったことを伝えている。

## 文化財
重要文化財
- 鉄造阿弥陀如来坐像 - 仁治4年（1243年）の在銘で、鎌倉時代の作。丈2尺8寸8分（約90センチメートル）、重さ23貫400匁（約88キログラム）。元和元年（1615年）に小坂子村の水田中から発見され、小堂に安置されていたが明治12年（1879年）に善勝寺に献納され本尊となった[1]。昭和3年（1928年）古社寺保存法により旧国宝に指定、昭和25年（1950年）文化財保護法により重要文化財指定。背面に以下の陽鋳銘がある。仁治四年大才癸卯二月日　大勧進僧心禅　為法界衆生平等利益也